# تپه گیجلر (نخجوان)
تپه گجلار (نخجوان) مربوط به دوران پیش از تاریخ ایران باستان - دوران‌های تاریخی پس از اسلام است و در نازلوچای، داخل شهر واقع شده و این اثر در تاریخ ۱ آبان ۱۳۴۴ با شمارهٔ ثبت ۴۴۶ به‌عنوان یکی از آثار ملی ایران به ثبت رسیده است.